# L. ten Cate
L. ten Cate, kortweg Ten Cate, is een Nederlands bedrijf dat ondergoed en lingerie ontwerpt, produceert en verkoopt vanuit het Overijsselse Geesteren.

## Geschiedenis
Het bedrijf is opgericht door Loets ten Cate, de jongste telg van een bekend Twents weversgeslacht dat al aan het einde van de zeventiende eeuw met de textielhandel begon en het familiebedrijf, Koninklijke Ten Cate, oprichtte. Begin jaren 1950 besloot Loets zelf een fabriek te beginnen. Na de Tweede Wereldoorlog had hij gezien hoe Amerikaanse soldaten, naast chocolade en sigaretten, pantykousjes uitdeelden in Nederland. In de VS kocht Ten Cate twee machines die konden rondbreien, zodat hij kousjes zonder naden kon maken. Om te voorkomen dat beide bedrijven elkaar in de weg zouden zitten, maakten Loets en zijn broers een duidelijke taakverdeling. Het grote Ten Cate bleef zich richten op weven, Loets mocht zich met zijn bedrijf op breien richten.
Door de opkomst van de minirok kende het bedrijf in de jaren 1960 en jaren 1970 een succesvolle periode vanwege de panty’s die men maakte. Toenemende concurrentie op deze markt leidde er echter toe dat het bedrijf moest besluiten het assortiment uit te breiden naar ondergoed en het nam hiertoe verschillende productiebedrijven over, zoals Tima uit Apeldoorn en Hollandia uit Veenendaal. Ondanks deze overnames ging Ten Cate meermaals failliet. Na een van die faillissementen kwam het bedrijf eind jaren 1980 in handen van Geert Steinmeijer, een Twentse zakenman. Hij voegde Ten Cate samen met Tweka,  een fabrikant van badmode uit het Brabantse Geldrop.
In 2015 werd Ten Cate overgenomen door Antea.